# Eiconaxius parvus
Eiconaxius parvus is een tienpotigensoort uit de familie van de Axiidae. De wetenschappelijke naam van de soort is voor het eerst geldig gepubliceerd in 1888 door Bate.